# Nadia Sibirskaïa
 (novembre 2022).
Si vous disposez d'ouvrages ou d'articles de référence ou si vous connaissez des sites web de qualité traitant du thème abordé ici, merci de compléter l'article en donnant les références utiles à sa vérifiabilité et en les liant à la section « Notes et références ».
Germaine Lebas, dite Nadia Sibirskaïa, née le 11 septembre 1900 à Redon et morte le 14 juillet 1980 à Dinard, est une actrice française,,,,.
Elle est l'actrice privilégiée et la compagne du réalisateur Dimitri Kirsanoff, qui la fait tourner dans une dizaine de ses films. En 1931, elle épouse André Ducass, cadre commercial d'une grande firme de soierie. Le couple a une fille, Frédérique, née en 1944.

## Biographie
Germaine Lebas est le premier enfant d'un couple de petits commerçants de Redon. Son frère, Marcel, naît l'année suivante. La jeune Germaine connaît une enfance difficile. Le père quitte le foyer. La mère ne suit pas les encouragements de l'institutrice de la jeune fille en vue d'envoyer celle-ci au lycée de Rennes. À 18 ans, Germaine quitte Redon et rejoint Paris, où elle vit de petits emplois.
Alors qu'elle travaille comme balayeuse au théâtre Mogador, elle fait la connaissance de David Kaplan, jeune Estonien qui a fui son pays. L'Estonie, alors sous le contrôle des forces bolcheviques, est le siège de très graves troubles politiques. À Paris, le jeune David, violoncelliste, exerce l'activité très demandée de musicien de salle de cinéma. Les deux jeunes gens s'engagent dans l'aventure encore naissante du cinématographe. Alors que le monde artistique est fortement attiré par la culture russe, David prend à l'écran le nom de Dimitri Kirsanoff et trouve pour Germaine le nom de Nadia Sibirskaïa.
L'époque est marquée par le développement d'un cinéma expérimental d'avant-garde. Kirsanoff entreprend le tournage d'un film ambitieux, L'Ironie du destin, dans lequel Nadia Sibirskaïa, alors âgée de 23 ans et qui n'a aucune formation de comédienne, incarne un personnage à tous les âges de sa vie : fillette, jeune femme, vieillarde. Sa performance et son jeu naturel sont remarqués par la critique.
Le deuxième film qu'elle tourne sous la direction de Kirsanoff, Ménilmontant, connaît un très grand succès. À l'écran, la beauté et l'expressivité de Nadia Sibirskaïa suscitent les louanges de la critique. L'actrice est remarquée à travers l'Europe. Elle est invitée par la compagnie Gainsborough pour tourner à Londres dans un film d'Adrian Brunel. Suivent trois autres films mis en scène par Kirsanoff, dont Brumes d'automne, poème cinématographique, où les gros plans sur le visage de Nadia Sibirskaïa s'inscrivent dans un triste paysage de pluie et de feuilles mortes.
Remarquée par Julien Duvivier, Nadia Sibirskaïa se voit confier en 1930 le rôle de Geneviève Baudu dans Au Bonheur des Dames, aux côtés de Dita Parlo. C'est son dernier rôle dans le cinéma muet. Elle doit ensuite à Jean Grémillon de tenir le rôle-titre de La Petite Lise dans ce qui est, pour l'un et pour l'autre, leur premier film parlant. En 1931, Kirsanoff lui confie le rôle principal des Nuits de Port-Saïd, produit par la filiale française de Paramount, aux côtés de l'acteur allemand Gustav Fröhlich, mais la production est interrompue en plein tournage à la suite d'un différend entre Kirsanoff et le producteur.
Kirsanoff se lance ensuite dans l'adaptation d'un roman de l'écrivain vaudois C. F. Ramuz. Le tournage du film, Rapt, a lieu en 1933 en Suisse, dans un village du Valais. Nadia Sibirskaïa y incarne une fiancée délaissée, victime indirecte d'un conflit entre deux communautés hostiles. Sa capacité d'exprimer à la fois la fragilité et la souffrance retient l'attention de la critique et du public.
Par la suite, on trouve Nadia Sibirskaïa au générique de films moins notables, dans des emplois éloignés de ceux qui ont fait sa notoriété à la période muette. Sa réticence à se plier aux codes et usages sociaux du vedettariat, par exemple son refus de faire appel à un imprésario, n'est pas favorable à sa carrière. Heureusement, elle est sollicitée pour des rôles de composition brefs, mais souvent intenses. Le plus bel exemple est sans doute le rôle que lui confie Léonce Perret dans une scène insolite de Sapho, l'avant-dernier film du cinéaste.
C’est la rencontre avec Jean Renoir qui offre à Nadia Sibirskaïa l'occasion de ses plus belles apparitions sur les écrans français des années 1930, avec des rôles délicats, bien ajustés à son style et à sa personnalité. C'est d'abord Le Crime de monsieur Lange, où elle incarne Estelle, jeune fille sincère accablée par les infortunes de la vie, enceinte des œuvres d'un séducteur sans scrupules (l'odieux Batala, incarné par Jules Berry). On retrouve ensuite Nadia Sibirskaïa dans une scène émouvante de La vie est à nous, où elle est l'épouse d'un ingénieur au chômage qui se met au service de la cause ouvrière. Enfin, dans La Marseillaise, Nadia Sibirskaïa se voit confier le rôle de Louison, gentille fille du faubourg Saint-Antoine, à laquelle elle prête un visage rayonnant au milieu de la tourmente révolutionnaire.
Kirsanoff fait encore appel à Nadia Sibirskaïa pour deux films, dont le dernier, tourné en 1939, ne sort sur les écrans qu'après la guerre. Pendant l'Occupation, elle fait plusieurs expériences au théâtre et, encouragée par Suzy Solidor, elle décide de monter un tour de chant. Ce projet est annulé à la dernière minute. En effet, alors que Nadia Sibirskaïa héberge chez elle des personnes vivant dans la clandestinité et en attente de faux papiers, elle est victime d'une dénonciation. Arrêtée par la Gestapo, elle est incarcérée pendant quatre mois à la prison de Fresnes.
Après la guerre, Nadia Sibirskaïa, avec son mari et leur fille, fréquente régulièrement la cité balnéaire de Dinard, où elle s'installe définitivement en 1960, jusqu'à son décès survenu en 1980. Elle est inhumée dans le cimetière de Médréac. Sa tombe porte pour seule inscription : « NADIA 1980 ».

## Filmographie
- 1923 : L'Ironie du destin de Dimitri Kirsanoff : la femme
- 1926 : Ménilmontant de Dimitri Kirsanoff (court-métrage) : la sœur cadette
- 1927 : Le Prix de la gloire (autre titre : Après la guerre) d'Adrian Brunel : la petite réfugiée
- 1927 : Destin de Dimitri Kirsanoff : Liliane
- 1927 : Sables de Dimitri Kirsanoff : Yvonne
- 1928 : Brumes d'automne de Dimitri Kirsanoff (court-métrage) : la jeune femme
- 1930 : Au Bonheur des Dames de Julien Duvivier : Geneviève Baudu
- 1930 : La Petite Lise de Jean Grémillon : Lise
- 1931 : Les Vagabonds magnifiques de Gennaro Dini : Édith
- 1931 : Les Nuits de Port-Saïd de Dimitri Kirsanoff (film inachevé)
- 1934 : L'Empreinte sanglante de Jean Mamy (court-métrage)
- 1934 : Sapho de Léonce Perret : la fille
- 1934 : Rapt de Dimitri Kirsanoff : Jeanne
- 1934 : Jeanne de Georges Marret : la jeune fille
- 1935 : Dédé de René Guissart : la môme
- 1935 : Les Mystères de Paris de Félix Gandéra : Mont-Saint-Jean
- 1935 : Scrupule (ou Scrupules) de Dimitri Kirsanoff (court-métrage inachevé)
- 1936 : Le Crime de monsieur Lange de Jean Renoir : Estelle
- 1936 : La vie est à nous de Jean Renoir : Ninette
- 1937 : Jeunes Filles de Paris de Claude Vermorel : Andrée Maubert
- 1937 : Franco de port de Dimitri Kirsanoff : Nana
- 1938 : La Marseillaise de Jean Renoir : Louison
- 1938 : La Plus Belle Fille du monde de Dimitri Kirsanoff : une fille
- 1939 : Quartier sans soleil de Dimitri Kirsanoff : la mère du bébé
- 1945 : L'Ennemi secret de J.K. Raymond-Millet (court-métrage) : la patiente